# ステュクス (衛星)
ステュクスまたはスティクス (Styx) は、冥王星の衛星の1つ。

## 概要
ステュクスは、2012年7月11日に存在が公表された衛星である。冥王星の衛星の中で、1978年のカロン、2005年のニクスとヒドラ、2011年のケルベロスに続き、2012年に発見された、5個目の衛星である。
ステュクスは、ハッブル宇宙望遠鏡に搭載された広視野カメラ「WFC3」によって撮影された。撮影は2012年6月26日、27日、29日と、7月7日、9日に行われた。ステュクスは極めて暗い天体のため、明るい冥王星とカロンをフィルターで減光し撮影を行った。この方法はケルベロスの際にも行われたが、ステュクスはさらに暗い天体である上に、極めて明るい冥王星に近い軌道であるため、仮に過去の写真に写っていたとしても、発見は困難であったであろう。

## 性質

### 軌道

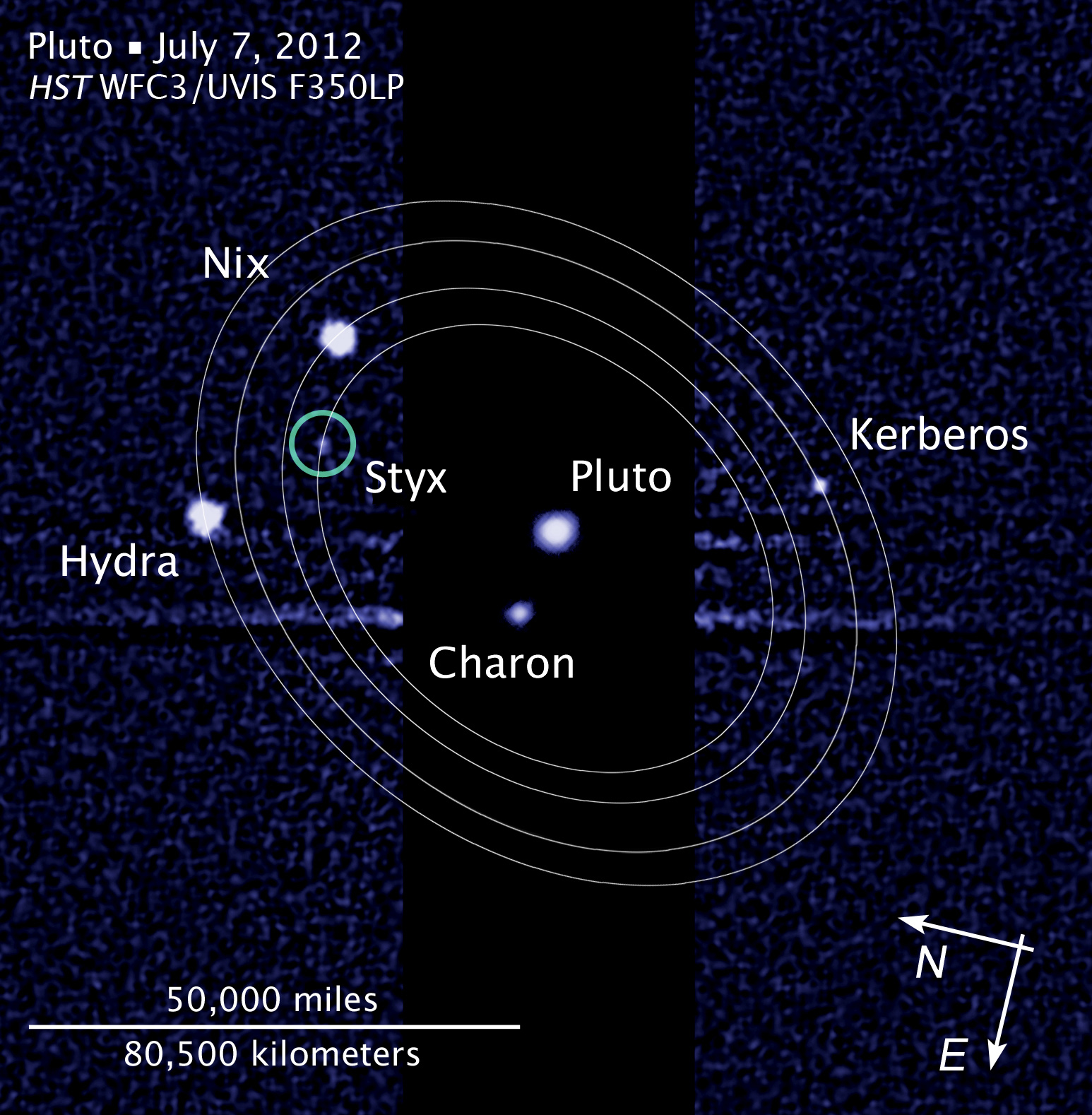
ステュクスを含む各衛星の軌道

ステュクスは、軌道長半径が4万2000kmと推定されている。これはカロンとニクスの軌道間にあることになる。今まで発見された衛星と同様に、軌道傾斜角や離心率は0に近いと考えられている。
公転周期は20.2日であり、これは冥王星とカロンの公転周期の3倍くらいである。冥王星の衛星は、カロン、ステュクス、ニクス、ケルベロス、ヒドラの公転周期がそれぞれ1:3:4:5:6の軌道共鳴をしている可能性がある。

### 物理的性質
ステュクスは、視等級が27.0等級のきわめて暗い天体である。ステュクスは直接画像から直径を測定することは不可能なので、明るさとアルベドから推定することになる。推定される直径は10kmから25kmと幅があるが、これはアルベドの推定値が0.04から0.35と幅があるためである。この推定方法はケルベロスにも行われており、ケルベロスの視等級が26.1等級とステュクスより明るいことから、ステュクスはケルベロスより小さい可能性がある。
| 名前       | 直径 (km)          | 軌道半長径 (km) | 公転周期 (日)  | 発見年 |
| ---------- | ------------------ | --------------- | -------------- | ------ |
| カロン     | 1,212.0 ± 3.0      | 19,571 ± 4      | 6.387          | 1978   |
| ステュクス | 10 - 25            | 42,000 ± 2,000  | 20.2 ± 0.1     | 2012   |
| ニクス     | 40?                | 48,675 ± 21     | 24.856 ± 0.001 | 2005   |
| ケルベロス | 13 - 34 or 14 - 40 | 59,000 ± 2,000  | 32.1 ± 0.3     | 2011   |
| ヒドラ     | 45?                | 64,780 ± 88     | 38.207 ± 0.001 | 2005   |

## 発見の意義
ステュクスは、冥王星のほかの微小な衛星と同じく、カロンが生じるきっかけとなった冥王星への天体の大衝突で飛び散った氷の溶岩が、冥王星を公転する軌道に乗っかったものが起源であると考えられている。このような微小な衛星が複数発見されていることは重要である。たとえば、2015年に冥王星へ最接近する予定である冥王星探査機ニュー・ホライズンズは、打ち上げ時にはまだ衛星はカロンとニクス、ヒドラしか知られていなかった。冥王星の周囲には、大衝突の名残である氷の破片が無数に周回し、さながらデブリの環のような状態になっている可能性がある。仮に、ニュー・ホライズンズに秒速13kmの速度で破片が衝突すれば、ニュー・ホライズンズは容易に破壊されるだろうと考えられている。このような微小な衛星の発見は、ニュー・ホライズンズの観測に何らかの影響を与える可能性がある。このため、最近のハッブル宇宙望遠鏡の冥王星観測は、新たな衛星を発見すると同時に、ニュー・ホライズンズに対する潜在的な脅威を探る意味でも行われている。

## 名前
ステュクスという正式な名称が付けられるまで、この衛星はS/2012 P 1衛星の仮符号で呼ばれていた。S/2012は、2012年に発見されたSatellite(衛星)の意味である。PはPluto(冥王星)の頭文字であり、その後の1は2012年中に発見された1個目の衛星を指す。
ステュクスは、Pの部分が冥王星の小惑星番号である134340番に置き換わって、S/2012 (134340) 1と呼ばれることもある。これは小惑星の衛星の命名規則である。
ステュクスはしばしばP5と呼ばれる。これは、冥王星で発見された5個目の衛星であることにちなんでいる。この呼び名はケルベロスでも同様にP4と呼ばれている。
2013年2月、S/2012 P 1の名称を、2011年に発見された衛星のS/2011 P 1と共に、SETI協会が一般公募と投票形式で受け付けた。公募は2013年2月26日2時 (JST) までとなっていた。そして2013年7月に、S/2012 P 1は冥界と現世の間を流れる川、および女神であるステュクス (Styx) と命名された。なおS/2011 P 1はケルベロスと命名されている。一般公募ではステュクスは3番目に得票の多い名称であった。1番得票数が多かったのは  Vulcan であったが、かつて水星の内側に存在するとされた仮説上の惑星バルカンや想定される小惑星の族であるバルカン族などに使われていること、冥王星の他の衛星がギリシャ神話やローマ神話の冥界に因んで命名されてきた慣習とは相容れないことから採用されなかった。